# Пінчук Олексій В'ячеславович
Олексі́й В'ячесла́вович Пінчу́к (17 лютого 1992, Дніпропетровськ, Україна) — український футболіст, захисник.

## Життєпис
Вихованець дніпропетровського футболу. Перший тренер — Геннадій Іванович Табала. Після завершення навчання грав у другій лізі спочатку за «Дніпро-75» а потім за «Дніпро-2». Після завершення контракту з другою командою «дніпрян» керівництво дніпродзержинської «Сталі» запропонувало Пінчуку перейти в їхню команду. У новій команді футболіст дебютував 14 липня 2012 року в грі проти «УкрАгроКома» який «сталевари» програли з рахунком 0: 1. У складі дніпродзержинців провів два повних сезони. За скутками другого сезону команда завоювала путівку в першу лігу.
Улітку 2014 Пінчук уклав контракт з клубом вірменської Прем'єр-ліги «Гандзасар» який тренував український фахівець Сергій Пучков. У складі цієї команди футболіст провів 9 матчів у чемпіонаті та 1 матч у Кубку. Під час зимової перерви в чемпіонаті Сергій Пучков полишив «Гандзасар». Слідом за ним з клубу пішли і українські леґіонери Артем Прошенко, Борис Орловський та Антон Монахов. Разом з іншими гравцями команду полишив і Олексій Пінчук.
Після повернення в Україну футболіст вирушив до Дніпродзержинська, де дійшов згоди з керівництвом своєї колишньої команди і в підсумку уклав угоду зі «Сталлю».
У березні 2016 року став гравцем «Вереса», але вже на початку серпня того ж року за обопільною згодою залишив рівненський клуб і відразу ж перейшов до складу МФК «Миколаїв», проте вже 2 грудня 2016 року стало відомо, що Пінчук залишив команду за обопільною згодою.
3 березня 2021 року, виступаючи за аматорську команду «Скорук», у товариському матчі з юніорською командою «Дніпро-1», стрибком двома ногами завдав важкої травму 18-річному гравцю команди суперника.  Рішенням  Контрольно-дисциплінарного комітету УАФ довічно відсторонений від участі у змаганнях під егідою УАФ та її членів.